# Alanje (distrito)
Alange é um distrito da província de Chiriquí, Panamá. Possui uma área de 446,60 km² e uma população de 15.497 habitantes (censo 2000), perfazendo uma densidade demográfica de 34,70 hab./km². Sua capital é a cidade de Alanje.